# Henri de Lorraine (mort en 1165)

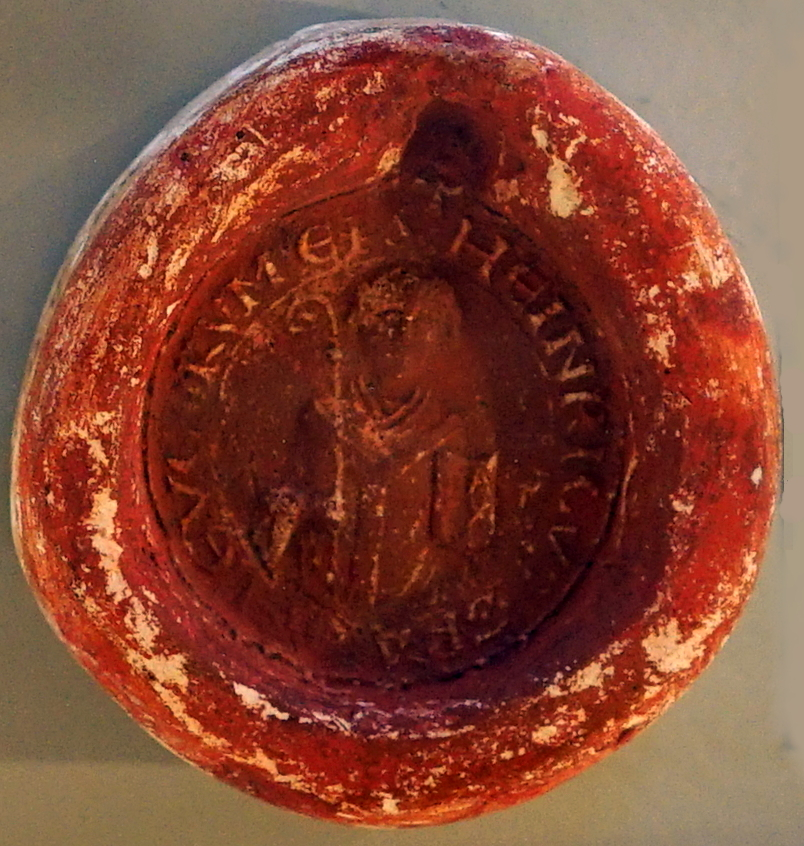
Son sceau.

Henri Ier de Lorraine, mort le 6 juin 1165, fut évêque de Toul de 1126 à 1165. Il était fils de Thierry II, duc de Lorraine et de Gertrude de Flandre.
Il était le frère cadet de Simon Ier duc de Lorraine (1115-1139) et de Thierry d'Alsace, comte de Flandre (1127-1168).
Destiné dès son plus jeune âge à une carrière religieuse, il fut élu évêque de Toul en mai 1126 et sacré évêque à Metz en juillet 1126. En 1135, il fut également élu prévôt de la collégiale de Saint-Dié à Saint-Dié des Vosges.
En septembre 1127 il assiste à la diète convoquée à Spire par l'empereur Lothaire II.
En 1141, il accompagne l'empereur Conrad III lors d'un voyage en Lorraine.
C'est également en 1141 qu'il confirme la donation en faveur de la création de l'abbaye de Jovilliers.
Henri de Lorraine, avant son départ à la deuxième croisade (1147-1149), demande au pape Eugène III de protéger le temporel de son diocèse de Toul durant son absence.
Une charte non datée attribuée à l'évêque de Toul Pierre de Brixey confirme le droit d'usage et de paisson d'un bois accordé par son prédécesseur Henri de Lorraine ; ce dernier est par conséquent probablement à l’instigation de l'établissement de la Commanderie templière de Libdeau à Toul au cours du deuxième tiers du XIIe siècle.